# لام مان‌یی
لام مان‌یی (انگلیسی: Lam Manyee؛ زادهٔ ۱۰ سپتامبر ۱۹۵۰) موسیقی‌دان، آهنگساز و تهیه‌کننده موسیقی اهل هنگ کنگ است.
از فیلم‌ها یا مجموعه‌های تلویزیونی که وی در آن‌ها نقش داشته‌است، می‌توان به هنگ کنگ ۱۹۴۱ و جوانک تبتی اشاره نمود.